# ليتي (بلدية)
بلدية ليتي أو ليتة (بالإسبانية: Leyte)‏ بلدية تقع بمقاطعة ليتة، وسط الفلبين. بلغ عدد سكانها 35.241 عام 2000.